# Epimelitta laticornis
Epimelitta laticornis là một loài bọ cánh cứng trong họ Cerambycidae.